# Kim Gyu-sik
Kim Gyu-sik, Kim Kyu-sik (kor. 김규식 ; 金奎植 ; ur. 28 lutego 1881 w Hongchun, zm. 10 grudnia 1950 w Manp’o), ps. Wusa (우사, 尤史), Jukjeok (죽적, 竹笛) – koreański polityk i działacz niepodległościowy.
Minister Spraw Zagranicznych (1919–1920), minister Spraw Edukacji (1921–1922, 1932–1935), wiceprezydent Tymczasowego Rządu Korei (1940–1948).